# خانيات القوقاز

خانيات القوقاز

خانيّات القوقاز خانيات التي أُسست في جنوب القوقاز بعد وفاة الشاه نادر الأفشاري في عام 1747. سيطرت الإمبراطورية الروسية على خانيات القوقاز في بداية القرن 19 من الدولة القاجارية. ألغيت الخانيات في القرن 19.

## قائمة خانيات القوقاز
- خانية باكو
- خانية دربند
- خانية يريفان
- خانية كنجه
- خانية جواد
- خانية قره باغ
- خانية خلخال
- خانية خوي
- خانية لنكران
- خانية نخجوان
- خانية قبه
- خانية شكي
- خانية شروان